# 卡拉克
卡拉克（法語：Callac，法語發音：[kalak] ⓘ）是法国阿摩尔滨海省的一个市镇，位于该省西部，属于甘冈区。

## 地理
卡拉克（48°24'15"N, 3°25'40"W）面积33.03 平方千米，位于法国布列塔尼大區阿摩尔滨海省，该省份为法国西北部沿海省份，位于布列塔尼半岛北部，北濒大西洋英吉利海峡，西接菲尼斯泰尔省，南至莫尔比昂省，东临伊勒-维莱讷省。
与卡拉克接壤的市镇（或旧市镇、城区）包括：比拉特佩斯蒂维安、卡拉内勒、拉沙佩勒讷沃、迪欧特、普卢贡韦尔、普吕斯凯莱克、圣塞尔韦。

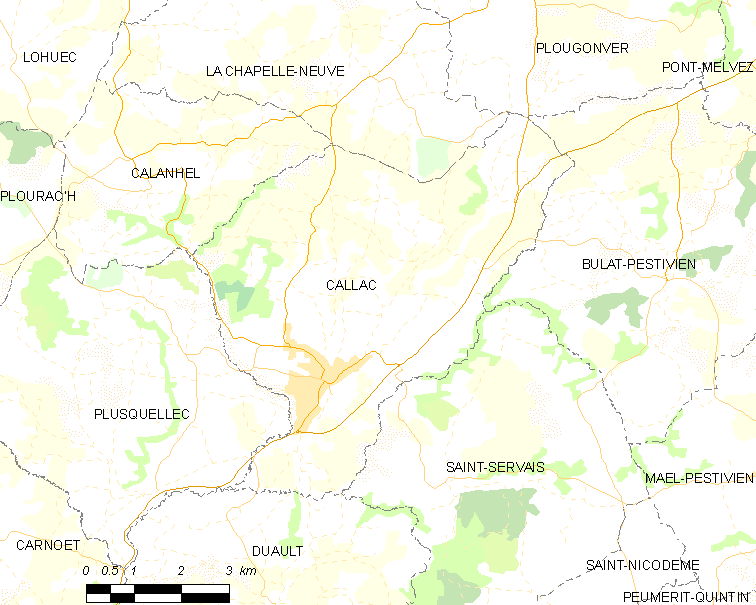
卡拉克的OSM定位图

卡拉克的时区为UTC+01:00、UTC+02:00（夏令时）。

## 行政
卡拉克的邮政编码为22160，INSEE市镇编码为22025。

## 政治
卡拉克所属的省级选区为卡拉克县。

## 人口

1962-2008年间卡拉克人口变化图示

卡拉克于2022年1月1日时的人口数量为2274人。